# Bevin Prince
Bevin Anne Prince (Cary (North Carolina), 23 september 1982) is een Amerikaans actrice, bekend van haar rol als Bevin Mirskey in de dramaserie One Tree Hill.
Prince studeerde aan de University of North Carolina at Wilmington, waar ze in het seizoen 2002-2003 lid was van het UNC Wilmington Seahawk Dance Team. In 2004 kreeg ze de rol van Bevin Mirskey aangeboden in One Tree Hill. Ze vertolkte deze terugkerende rol gedurende de eerste vier seizoenen en maakte daarna nog twee keer een gastoptreden, in seizoen vijf en seizoen negen.